# Јован Цекић
Јован Цекић (Лесковац, 21. август 1918 — Београд, 28. април 1982) био је лекар-интерниста, учесник Народноослободилачке борбе и друштвено-политички радник Социјалистичке Републике Србије.

## Биографија
Рођен је 21. августа 1918. године у Лесковцу.
Студије на Медицинском факултету у Београду, које је започео пре Другог светског рата, завршио је 1952. године.
Био је учесник Народноослободилачке борбе од 1941. године, а члан Комунистичке партије Југославије (КПЈ) од 1942. године. Током НОР-а налазио се на разним војним, друштвеним и политичким дужностима. Био је члан среског и окружног повереништва КПЈ.
После ослобођења Југославије, налазио се на разним одговорним дужностима. Био је помоћник министра здравља у Влади Народне Републике Србије и секретар, а потом и председник Савета за народно задравље НР Србије и директор Завода за здравствену заштиту Социјалистичке Републике Србије. За народног посланика Скупштине Србије и Савезне скупштине СФРЈ биран је у више сазива.
На Медицинском факултету у Београду био је редовни професор од 1966. године. Био је први председник Друштва за борбу против пушења. Објавио је око 170 научних и стручних радова.
Умро је 28. априла 1982. године у Београду и сахрањен је у Алеји заслужних грађана на Новом гробљу.
Носилац је Партизанске споменице 1941. и других југословенских одликовања. Био је и добитник Седмојулске награде 1976. године.